# Episodi di Greek - La confraternita (prima stagione)
La prima stagione della serie televisiva Greek - La confraternita, composta da 22 episodi, è stata trasmessa negli Stati Uniti dall'emittente ABC Family dal 9 luglio 2007 al 12 maggio 2008, suddivisa in due parti di 10 e 12 episodi.
In Italia, la prima parte ha debuttato su Fox il 3 gennaio 2008, mentre la seconda parte è andata invece in onda dall'8 gennaio 2009. In chiaro è stata trasmessa su MTV dal 4 aprile 2008.
| nº | Titolo originale                | Titolo italiano                | Prima TV USA      | Prima TV Italia  |
| -- | ------------------------------- | ------------------------------ | ----------------- | ---------------- |
| 1  | Pilot                           | Rusty... il selvaggio          | 9 luglio 2007     | 3 gennaio 2008   |
| 2  | Hazed and Confused              | La sfida                       | 16 luglio 2007    | 10 gennaio 2008  |
| 3  | The Rusty Nail                  | Tentativi                      | 23 luglio 2007    | 17 gennaio 2008  |
| 4  | Picking Teams                   | Scelte difficili               | 30 luglio 2007    | 24 gennaio 2008  |
| 5  | Liquid Courage                  | L'ammiratrice segreta          | 6 agosto 2007     | 31 gennaio 2008  |
| 6  | Friday Night Frights            | Un tranquillo venerdì di paura | 13 agosto 2007    | 7 febbraio 2008  |
| 7  | Multiple Choice                 | Risposte multiple              | 20 agosto 2007    | 14 febbraio 2008 |
| 8  | Separation Anxiety              | Ansia da separazione           | 27 agosto 2007    | 21 febbraio 2008 |
| 9  | Depth Perception                | Percezione profonda            | 3 settembre 2007  | 28 febbraio 2008 |
| 10 | Black & White and Read All Over | Rivelazioni                    | 10 settembre 2007 | 6 marzo 2008     |
| 11 | A New Normal                    | Nuova normalità                | 24 marzo 2008     | 8 gennaio 2009   |
| 12 | The Great Cappie                | Il grande Cappie               | 31 marzo 2008     | 15 gennaio 2009  |
| 13 | Highway to the Discomfort Zone  | Dritti dove fa male            | 7 aprile 2008     | 22 gennaio 2009  |
| 14 | War and Peace                   | Guerra e pace                  | 14 aprile 2008    | 29 gennaio 2009  |
| 15 | Freshman Daze                   | Ricordi                        | 21 aprile 2008    | 29 gennaio 2009  |
| 16 | Move On. Cartwrights            | Il passato è passato           | 28 aprile 2008    | 5 febbraio 2009  |
| 17 | 47 Hours & 11 Minutes           | 47 ore e 11 minuti             | 5 maggio 2008     | 5 febbraio 2009  |
| 18 | Mr. Purr-fect                   | Micio macho                    | 12 maggio 2008    | 12 febbraio 2009 |
| 19 | No Campus for Old Rules         | Addio alle regole              | 19 maggio 2008    | 12 febbraio 2009 |
| 20 | A Tale of Two Parties           | Storia di due feste            | 26 maggio 2008    | 19 febbraio 2009 |
| 21 | Barely Legal                    | Crisi di identità              | 2 giugno 2008     | 19 febbraio 2009 |
| 22 | Spring Broke                    | Vacanze di primavera           | 9 giugno 2008     | 26 febbraio 2009 |

## Rusty... il selvaggio
- Titolo originale: Pilot
- Diretto da: Gil Junger
- Scritto da: Patrick Sean Smith

### Trama
Due fratelli, Casey e Rusty Cartwright, frequentano la Ciprus-Rhodes University. Rusty è una matricola geek, che decide di entrare in una confraternita, invadendo così la vita sociale della popolare sorella.

## La sfida
- Titolo originale: Hazed and Confused
- Diretto da: Gil Junger
- Scritto da: Patrick Sean Smith

### Trama
È una settimana impegnativa alla CRU! Rusty riceve una lezione di conciliazione tra la vita della sua confraternita e i corsi del programma speciale di ingegneria. Casey e Ashleigh intanto devono cercare di far entrare nella ZBZ la figlia del senatore Logan, Rebecca. Infine Kappa Tau e Omega Chi devono stabilire quali sono le matricole migliori attraverso una gara di birra pong, gara che con grande sfortuna di Calvin verrà vinta dai Kappa Tau proprio grazie al talento di Rusty soprannominato da loro "Sputo".

## Tentativi
- Titolo originale: The Rusty Nail
- Diretto da: Gil Junger
- Scritto da: Carter Covington e Patrick Sean Smith

### Trama
Rusty va in panico perché deve trovare una ragazza per una funzione della confraternita, quando Cappie fa di tutto affinché "Sputo" perda la sua verginità. Nel frattempo, le cose non stanno andando alla grande per Evan e Casey, che non hanno avuto rapporti sessuali in quanto l'infedeltà di Evan ha causato persistenti problemi di sfiducia nella ragazza. Mentre Calvin e Ashleigh stanno pianificando l'incontro Omega Chi/ZBZ, la ragazza fraintendendo le azioni di Calvin, crede di piacere al ragazzo, ma lei è già impegnata in una relazione a distanza.

## Scelte difficili
- Titolo originale: Picking Teams
- Diretto da: Nick Marck
- Scritto da: Sharon Bordas e Damon Hill

### Trama
Omega Chi e Kappa Tau sono testa a testa nella finale del campionato interno di hockey tra confraternite, e la lealtà di Casey è in questione una volta che la sua notte con Cappie è rivelata erroneamente da Scopino in pubblico. Nel frattempo, Rusty vuole disperatamente giocare per la Kappa Tau, così lui e Dale uniscono le loro forze nel tentativo di usare la scienza per superare la sua mancanza di coordinazione, inizialmente senza successo per alcuni errori di calcolo. Inoltre Calvin è riluttante riguardo alla partecipazione al torneo per la Omega Chi, nonostante il padre sia allenatore, in quanto porta in primo piano tristi ricordi del liceo durante il quale i suoi compagni lo deridevano per il fatto di essere gay. A fine puntata fa coming out con il suo amico Rusty.

## L'ammiratrice segreta
- Titolo originale: Liquid Courage
- Diretto da: Michael Lembeck
- Scritto da: Jessica O'Toole e Amy Rardin

### Trama
I KT si preparano a dare il loro leggendario party per l'homecoming, ma quando l'attrazione principale (un modello vivente Vesuvio versione erutta-birra) si rompe, tocca a Rusty salvare la festa. Il ragazzo manipola Dale in modo che possa usare il Destabilizzatore Atmosferico Remington Herzog per questa causa, impressionando così la matricola della ZBZ, Jen K, la quale si innamorerà del geniale KT. Casey si prepara a incontrare i genitori di Evan, che, però, sono più interessati ad avere una connessione con la figlia del senatore Logan, Rebecca, costringendo così Evan a scegliere tra ciò che è meglio per le "Conoscenze" della sua famiglia e ciò che è meglio per il suo rapporto con Casey.
- Guest star: Jessica Lee Rose (Jen K.)

## Un tranquillo venerdì di paura
- Titolo originale: Friday Night Frights
- Diretto da: Nick Marck
- Scritto da: Carter Covington

### Trama
Alcuni studenti delle confraternite della CRU sono bloccati nei propri edifici a causa di un tornado: alla KT come al solito è in corso un party durante il quale viene ospitata una ragazza che passerà la serata con Cappie destando grandi sospetti in Rusty. Evan e Calvin invece sono gli unici Omega Chi rimasti in casa e dopo che, mancata la corrente, si spegne la tv, si dedicano a una caccia al topo. Intanto alla ZBZ quello che doveva essere un normale pigiama party si trasforma in un venerdì di paura con un ritorno al funebre passato della confraternita e di una sorella ormai morta: Virginia Horton.
- Guest star: Jessica Lee Rose (Jen K.), AnnaLynne McCord (Destiny/Patty)

## Risposte multiple
- Titolo originale: Multiple Choice
- Diretto da: Michael Lange
- Scritto da: Michael Berns

### Trama
Il semestre sta per giungere al termine e alla CRU per partecipare a una confraternita è necessaria come minimo una "C". Alla KT studiano attraverso i compiti vecchi anche di 5 anni perché spesso i professori li riciclano, mentre alla Omega Chi per l'esame di economia è necessario semplicemente non essere povero perché "sfruttare il povero fa sopravvivere il ricco". Trevis, il ragazzo di Ashleigh, avendo finito gli esami, è tornato dalla sua ragazza che, convinta dalle consorelle, fingerà di mollarlo. Nel frattempo Evan regala a Casie una catenina con le iniziali della confraternita simbolo di fidanzamento ufficiale. Saputa la notizia da Rusty, Cappie tenta di riconquistare la sua ex-ragazza ma senza successo.
- Guest star: Jessica Lee Rose (Jen K) e Travis Van Winkle (Travis)

## Ansia da separazione
- Titolo originale: Separation Anxiety
- Diretto da: Rachel Talalay
- Scritto da: Roger Grant

### Trama
Le ZBZ organizzano, grazie all'aiuto del programma di cura del doposcuola di Dale, ma, non essendosi ancora riappacificate le due amiche Ashleigh e Casey, le coppie si mischieranno un po'. Intanto Rusty commette l'errore di dire troppo presto a Jen K che la ama così Cappie, vedendo il confratello molto triste, decide di portare tutti i KT a uno strip club nel quale anche lui cerca di colmare il proprio dolore per Casie. E proprio qui, infine, Calvin, avendo saputo che il suo compagno Heath ha fatto l'amore con qualcun altro, rompe la sua relazione con lui.
- Guest star: Jessica Lee Rose (Jen K)

## Percezione profonda
- Titolo originale: Depth Perception
- Diretto da: Ellie Kanner
- Scritto da: Sharon Bordas e Damon Hill

### Trama
Il rapporto tra coinquilini tra Rusty e Dale inizia ad avere qualche intoppo in particolare per il fatto che Rusty ha da poco perso la verginità con Jen K e altri problemi che alla fine risolveranno. Intanto, mentre Cappie fa da cavia per un test, tenuto da Rebecca Logan, al fine di restituire i 300 dollari che deve a Casie, quest'ultima è impegnata in una difficile competizione con Frannie per il titolo di "Reginetta dell'Omega Chi". Alla fine vincerà questa battaglia, ma per l'avversaria la guerra non è ancora finita.
- Guest star: Jessica Lee Rose (Jen K)
- Riferimenti esterni: Jen K parlando della sua compagna di stanza che soffre di agorafobia, dice che passa tutto il giorno a parlare davanti alla sua webcam con il nickname di "ragazzasolitaria" in inglese lonelygirl chiaro riferimento a Lonelygirl15 il canale YouTube proprio dell'attrice Jessica Lee Rose grazie al quale è diventata famosa.[1]

## Rivelazioni
- Titolo originale: Black, White and Read All Over
- Diretto da: Perry Lang
- Scritto da: Carter Covington e Anne Kenney

### Trama
Sul corriere della CRU è uscito un articolo che rivela molti particolari scandalosi sulle vite nelle Confraternite e, indetta una riunione, il rettore Bowman annuncia grandi cambiamenti. Essendo l'autrice dell'articolo Jen K. infiltrata nella confraternita solo allo scopo di scrivere un articolo per far carriera nel mondo del giornalismo, a seguito di un'ispezione, Frannie viene destituità dal ruolo di Presidente delle ZBZ lasciando il posto a Casey.
Frannie per vendetta parla con Evan dicendole che Casey è ancora innamorata di Cappie, e così Evan decide di lasciarla. Intanto Rusty decide di lasciare Jen K. Da questa situazione ne esce leggermente sconvolto, quindi Cappie, prima di accompagnarlo all'aeroporto dove Sputo prenderà l'aereo per tornare a casa, i KT vanno a bere qualcosa. La serata si prolunga, Cappie va a letto con Rebecca e Rusty perde l'aereo ma per strada incontra la sorella che, avendo annullato le vacanze in montagna con Evan torna a casa in macchina con il fratello. Intanto Ashleigh, che voleva scusarsi con Calvin, va alla Omega Chi e, accidentalmente, rivela la sua omosessualità ai confratelli che, iniziando a escluderlo, dimostrando grande omofobia, fanno sì che abbandoni la sua spilletta della confraternita.
- Guest star: Jessica Lee Rose (Jen K), Charisma Carpenter (Teagen Walker, coordinatrice delle sedi ZBZ) e Alan Ruck (Rettore Bowman)

## Nuova normalità
- Titolo originale: A New Normal
- Diretto da: Michael Lange
- Scritto da: Jessica O'Toole e Amy Rardin

### Trama
Il nuovo semestre è iniziato e tutte le confraternite devono fronteggiare nuove regole introdotte in seguito alla pubblicazione dell'articolo di Jen K. In particolare la ZBZ è sotto controllo da Lizzie fin quando il Consiglio Nazionale avrà deciso che si sono "rimesse in riga". Oltre a questo Casie deve anche far fronte al suo cambiamento di rapporto con Evan, così come Cappie con Rebecca. Allo stesso modo Rusty, ritornato alla CRU, sente la mancanza di Jen K. Così che, senza seguire i consigli di Cappie e Casie, quando la va a trovare, vedendola con un altro ragazzo, prova solo altro dolore. Intanto Dale ha fondato la U-SAG "University Students Against Greeks" (ovvero Studenti Universitari Contro le Confraternite)
- Guest star: Jessica Lee Rose (Jen K), Senta Moses (Lizzie)

## Il grande Cappie
- Titolo originale: The Great Cappie
- Diretto da: Michael Lange
- Scritto da: Jed Seidel

### Trama
Le ZBZ organizzano un party con la KT il cui tema centrale è il Grande Gatsby. Lizzie invita anche il Rettore Bowman non sapendo della festa anti proibizionista che si sta volgendo al piano interrato della sede della KT. Intanto, mentre Cappie vuole più impegno da parte di Rebecca, Calvin considera la possibilità di entrare alla KT, dopo aver lasciato la Omega Chi.
- Guest star: Senta Moses (Lizzie), Alan Ruck (Rettore Bowman)

## Dritti dove fa male
- Titolo originale: Highway to the Discomfort Zone
- Diretto da: Nick Marck
- Scritto da: Carter Covington

### Trama
La rivalità tra Casey e Rebecca si intensifica durante la settimana Sorella Maggiore/Sorella Minore, dopo Casey viene a sapere della relazione teh tra lei e Cappie, e si aggancia con un anno 16 vecchio. Intanto, Rusty si sente alienato, per gli impegni con i suoi compagni Kappa Tau. Infine Dale cerca di "curare" Calvin dalla sua omosessualità.
- Guest star: Senta Moses (Lizzie), Daniel Weaver (Ben Bennett)

## Guerra e pace
- Titolo originale: War and Peace
- Diretto da: Michael Lange
- Scritto da: Jonathan Abrahams

### Trama
Casey scopre che deve perdonare e ripristinare Frannie nelle ZBZ per fare sì che Lizzie vada via. Nel frattempo, gli Omega Chi e Kappa Tau iniziano una guerra-scherzo che però minaccia l'amicizia tra Rusty e Calvin.
- Guest star: Senta Moses (Lizzie)

## Ricordi
- Titolo originale: Freshman Daze
- Diretto da: Michael Lange
- Scritto da: Roger Grant

### Trama
Il Ballo delle Confraternite suscita ricordi di matricole per Casey, Evan e Cappie. Viene rivelata l'antica amicizia tra Evan e Cappie, oltre che la ragione per cui quest'ultimo e Casey si sono lasciati, che è la stessa per la quale il ballo è stato annullato l'anno precedente. Infine Casey, venendo a sapere di un gesto gentile da parte di Frannie avvenuto proprio due anni prima, perdona la ragazza ripristinandola nelle ZBZ.

## Il passato è passato
- Titolo originale: Move On. Cartwrights
- Diretto da: Michael Lange
- Scritto da: Anne Kenney

### Trama
Zeta Beta e Omega Chi hanno il loro primo mixer dopo l'esposizione. Intanto, Rusty e Dale vanno a un doppio appuntamento con Emma e il suo prepotente, anti-confraternite compagno di stanza, Tina. Dale Tina invita a partecipare a U-SAG e quando lei prende rapidamente il controllo, interviene Rusty per conto del suo amico.
- Guest star: Tiya Sircar (Emma), Lisa Wilhoit (Tina)

## 47 Ore e 11 Minuti
- Titolo originale: 47 Hours & 11 Minutes
- Diretto da: Fred Gerber
- Scritto da: Lisa Albert

### Trama
È la settimana dei genitori delle matricole e Rusty cerca in tutti i modi di evitare di far vedere ai suoi genitori la Kappa Tau. Casey si occupa della visita alla ZBZ del Senatore Logan, pur lottando contro la disapprovazione dei suoi genitori. Dale scopre che è in crescita e si sta distanziando dalla sua famiglia molto unita. Infine, scoprendo l'infedeltà di suo padre, il senatore, Rebecca usa Cappie per deludere l'uomo.

## Micio macho
- Titolo originale: Mr Purr-Fect
- Diretto da: Michael Lange
- Scritto da: Jessica O'Toole

### Trama
Lo ZBZ Fest con il suo concorso di Micio Macho tra confraternite mette gli studenti della CRU gli uni contro gli altri. La competizione tra Casey e Rebecca costringe quest'ultima a comportarsi in modo irragionevole con i KT, ma il "Codice Virile" impedisce loro di dire qualcosa a questo proposito a Cappie. Casey si ritrova attratta da un ragazzo dei Lambda Sigma, ma la gelosia di Evan si mette di mezzo. Infine Ashleigh presenta Calvin al suo assistente-professore di francese, Michael, anch'egli gay come il ragazzo.

## Addio alle regole
- Titolo originale: No Campus for Old Rules
- Diretto da: Michael Lange
- Scritto da: Roger Grant

### Trama
Cappie, Evan, e Dale hanno un testa a testa in un dibattito sui vantaggi sociali delle confraternite, il cui esito avrà un impatto duraturo sulle restrizioni imposte alle confraternite. Infine, mentre Rusty va a letto con Tina, presso la ZBZ si crea un conflitto tra Casey e alcune sorelle.

## Storia di due feste
- Titolo originale: A Tale of Two Parties
- Diretto da: Nick Marck
- Scritto da: Michael Berns

### Trama
Per celebrare l'abolizione delle restrizioni, l'Omega Chi organizza una festa per le migliori case del campus. Sentendosi in competizione, Cappie lancia una festa rivale presso la Kappa Tau. Alla festa dell'Omega Chi, Evan, geloso di Casey, con l'aiuto di Calvin, cerca di non far avvicinare nessun ragazzo a lei.

## Crisi di identità
- Titolo originale: Barely Legal
- Diretto da: Fred Gerber
- Scritto da: Jessica O'Toole, Amy Rardin e Jed Seidel

### Trama
Gli impegni della Kappa Tau sono concentrati nei documenti falsi in preparazione per le vacanze di primavera, e Rusty è molto fortunato quando una barista crede che sia un musicista solitario. Casey si iscrive a un corso di preparazione per giurisprudenza avendo anche l'aiuto di Evan, che dichiarerà il suo amore a Casey e le confesserà di aver pagato il ragazzo della Lambda Sigma per starle lontano. In seguito, Casey capisce di non voler scegliere giurisprudenza. Infine Ashleigh spende tutti i soldi della sua carta di credito.

## Vacanze di primavera
- Titolo originale: Spring Broke
- Diretto da: Michael Lange
- Scritto da: Carter Covington e Patrick Sean Smith

### Trama
Le confraternite vanno a Myrtle Beach per le vacanze di primavera e tutti si scatenano, soprattutto Rebecca dopo aver appreso una notizia devastante. Casey e Cappie si avvicinano molto durante le vacanze e, durante una passeggiata notturna sulla spiaggia, si baciano. Nel tentativo di superare la storia con Casey, Evan si sente attratto da Frannie e decide di star con lei anche per vendicarsi di Casey. Rusty scopre che le vacanze di primavera non sono quello che tutti dicono e decide di tornare a casa.